# Конкордат
Конкорда́т (лат. concordatum — угода) — договір між папою римським як главою держави й Римо-католицької церкви та іншою католицькою державою, який регулює правовий стан Римо-католицької церкви в даній державі, а також відносини цієї держави зі святим престолом. 
Історично, найімовірніше інститут конкордату був започаткований задля захисту церкви від утисків держави. У конкордатах доби Середніх Віків переважала політико-релігійна концепція юрисдикційного дуалізму — стверджувалось, що єдине людське суспільство перебувало під двома владами: церковною та державною. Першим конкордатом вважається Вормський конкордат — підписаний 1122 та ратифікований 1123 року договір між Калікстом II Папою Римським та імператором Священної Римської Імперії Генріхом V, що припинив боротьбу за інвеституру, забезпечив мир між церквою та державою та зобов'язав короля повернути Папі Римському та церквам захоплене майно.
Договори з некатолицькими урядами називаються конвенціями. Але в XIX ст. через зміни політичної карти Європи чітка різниця між цими типами договорів зникла.

## Різновиди
За метою:
- дружби
- миру
- співпраці

За суб'єктами:
- папські
- соборові
- єпископські

За формою:
- з папською Буллою
- подвійним одночасним і незалежним документом
- з двостороннім актом

За терміном дії:
- обмежені в часі
- необмежені в часі[1]

## Відомі конкордати
- Вормський конкордат
- Конкордат Наполеона
- Латеранські угоди
- Зібенконкордат
- Рейхсконкордат
- Конкордат 1940 року
- Конкордат 1953 року